# (1894) Haffner
(1894) Haffner (1971 UH; 1932 YG; 1961 TH; 1961 TP1) ist ein Asteroid des Hauptgürtels, der am 26. Oktober 1971 von Luboš Kohoutek in der Hamburger Sternwarte (Bergedorf) entdeckt wurde.
Der Asteroid wurde nach dem deutschen Astronomen Hans Haffner benannt.